# UQCR11
UQCR11 (англ. Ubiquinol-cytochrome c reductase, complex III subunit XI) – білок, який кодується однойменним геном, розташованим у людей на короткому плечі 19-ї хромосоми. Довжина поліпептидного ланцюга білка становить 56 амінокислот, а молекулярна маса — 6 570.
| 10         |  | 20         |  | 30         |  | 40         |  | 50         |
| ---------- |  | ---------- |  | ---------- |  | ---------- |  | ---------- |
| MVTRFLGPRY |  | RELVKNWVPT |  | AYTWGAVGAV |  | GLVWATDWRL |  | ILDWVPYING |
| KFKKDN     |  |            |  |            |  |            |  |            |

A: Аланін

D: Аспарагінова кислота

E: Глутамінова кислота

F: Фенілаланін

G: Гліцин

I: Ізолейцин

K: Лізин

L: Лейцин

M: Метіонін

N: Аспарагін

P: Пролін

R: Аргінін

T: Треонін

V: Валін

W: Триптофан

Задіяний у таких біологічних процесах, як транспорт, транспорт електронів, дихальний ланцюг. 
Локалізований у мембрані, мітохондрії, внутрішній мембрані мітохондрії.